# Pelouses alpines d'altitude du Kinabalu
Localisation
Les pelouses alpines d'altitude du Kinabalu forment une écorégion terrestre définie par le Fonds mondial pour la nature (WWF), qui recouvrent le mont Kinabalu dans la partie malaise de l'île de Bornéo. Elles appartiennent au biome des prairies et brousses d'altitude de l'écozone indomalaise, dont elles constituent l'unique représentant, et sont, à ce titre, incluses dans la liste « Global 200 » sous le nom de « broussailles d'altitude du Kinabalu ». La région abrite près d'un quart des espèces d'orchidées de la planète.